# A Jupiter belső holdjai
A Jupiter belső holdjai kifejezés négy kicsi holdat takar, melyek pályája nagyon közel van a Jupiterhez, nagyjából annak gyűrűiben. Fél nagytengelyük 128 és 222 ezer km között változik.

## A  csoport tagjai
A Galileo szonda képei a holdakról (a Jupitertől való távolságuk alapján rendezve):

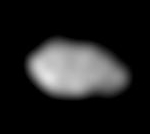
Metis
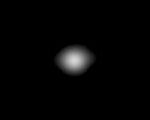
Adrastea
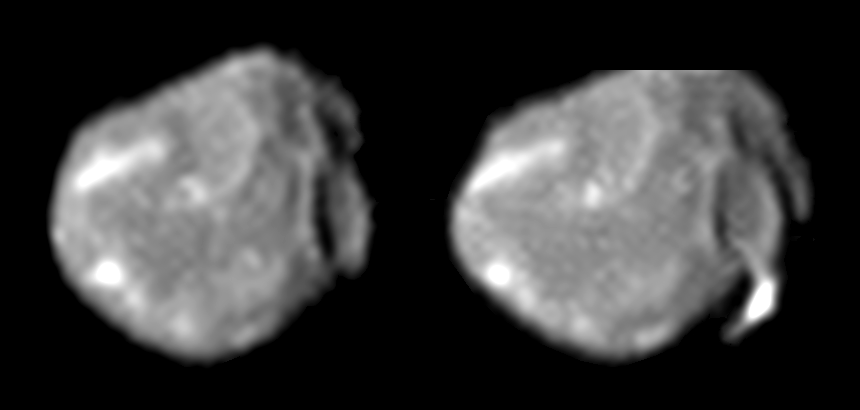
Amalthea, a legnagyobb, ez adja a csoport nevét
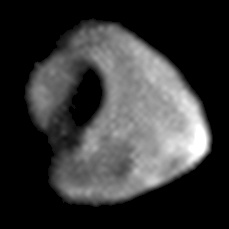
Thebe